# 東映まんがまつり
東映まんがまつり（とうえいまんがまつり）は、東映による1967年から始まった子供向け映画興行のタイトル。子供向け映画を数本まとめて春休み、夏休み、（時折冬休み）の時期にあわせて劇場公開された。

## 概要
スタート当初は名称が定着せず、マスメディアは「子ども週間」、「マンガ週間」などと呼んでいた。
動画部門（東映アニメーション）を自社内に持つ東映ならではのお子さまサービスとして、国産劇映画の不振を横目に、観客動員数は年々、上昇の一途をたどり、競合企業である東宝がゴジラ映画をメインに据えた「東宝チャンピオンまつり」を展開する等、他社に真似られるに至った。
劇場予告編やテレビCM等での「東映ー まんがまつりー」という子供のかけ声で強い印象を残した。
西沢正史は「テレビ・シリーズの一部を抜き出して上映するといった詐欺的商法で著しく信用を失墜させた」と評している。

## 歴史

### 東映まんがまつり（1963年 - 1989年）
1963年（昭和38年）12月に「わんわん忠臣蔵」の併映（東京地区のみ）として、テレビアニメ『狼少年ケン』を上映、さらに1964年（昭和39年）3月から6月にかけて、再映版長編アニメや一般映画の併映として『狼少年ケン』を上映したところ、いずれも好評だったことから、1964年（昭和39年）7月に「お子様週間・マンガ大行進」として子供向けテレビアニメを数本まとめて上映。上映期間中、全国11直営劇場のロビーに、宣伝部と各メーカーのタイアップによる、おもちゃ、絵本、日用品（原文ママ）などのマンガのキャラクターグッズ33品目を販売、子供たちの人気を集めた。『週刊映画プレス』1964年3月28日に「今週随一の動員を示しているのは春休みを控え、入試等も一段落ついたこの時とばかり出したお子様（御家族?）番組の成功である」「小学校が休みだから悪かろうと思わなかったが漫画の猿と狼にかき回されるとは人間さま出演の映画のなさけなきことよと言いたくなる。このダークホース番組は大川社長の立案だそうだが、骨のあるモノノフは危険也というので反対した。『これは社長絶対来ますよ』と言うとイエス・マンに思われたかもしれない。だが結果はジャリが財布もちの家族をつれ込み、売店にもかせがすということになった。莫大な製作費の巨匠作品でこの二本立ての安いものにかなわないものがあるに至っては、企画は製作にも番組編成にも通じる」と書かれている。途中の「骨のあるモノノフは … 」の意味は分からないが、いずれにしろ、他社の作品に比べて、東映の二本立ては再映とテレビ映画の組み合わせで、再映は当然製作費は0円で、一本分の相当安い製作費＋宣伝費で他社作品に勝ち、当時の映画関係者に驚かれたものと見られる。東映は原価のかからない再映作品に、多少の経費でできるテレビアニメのブローアップ（画面のトリミング）上映が、多額の経費が掛かる一般映画よりも興行収入が上がり、関連商品の売り上げも大きいことで、テレビアニメに映画興行の新たな商機を見出し、春、夏、冬の学校の長期間の休みには子供向けのまんが映画「東映まんがまつり」を製作、上映することを決めたといわれる。3回目の1965年（昭和40年）夏の上映時に「この社の名物の子ども週間」と書かれていることから、最初から好評を博したものと考えられる。
その後、1967年（昭和42年）3月興行で「東映こどもまつり」の名称を使用した。この興行は『少年ジャックと魔法使い』『サイボーグ009 怪獣戦争』と初めて長編色彩漫画（原文ママ） 二本立てにカラーマンガを配した番組構成だったが、春休みの子どもファンの人気を独占し各地で大ヒットした。それまでのマンガ週間は興行価値が低かったが、この回は小学校前の幼児の来館が圧倒的に多くその付き添いとして親（大人）が大量に来館し、大きな儲けを生んだ。続く1967年7月興行で初めて「東映まんがまつり」の名を初使用。その後、「東映こどもまつり」→「東映まんがパレード」→「東映ちびっ子まつり」と東映自身が名称変更し、1969年（昭和44年）3月以降は再び「東映まんがまつり」に統一された。東映の社史『クロニクル東映2』の49頁に「東映では"東映こどもまつり""東映まんがパレード"などの名称で、年2回のまんが週間を恒例として実施し、子供たちの圧倒的支持を得て、好成績をあげてきたが、'69年の春からは、このまんが週間の名称を"東映まんがまつり"に統一した」と書かれている。『テレビマガジン』などの子供向け雑誌では、記事や割引き特典などでタイアップが行われた。この回で初めてマンガの中に実写ドラマ『チャコとケンちゃん』）がプログラムに組まれ、以降は特撮もの等、実写作品がプログラムに入ることも増え、「まんがまつり」という名称は使われなくなった。この1969年春休み興行は前売り券（350円）を買った人に翌1970年の大阪万博の親子入場券（1200円）が抽選で当たるオマケをつけた。実写作品が増えてくる理由は、1970年前後に「まんがまつり」の制作主体である東映動画の組合運動の活発化の影響も考えられる。興行は1960年代末に春休み・夏休みの年2回で定着し、1970代には春に長編、夏に中編ないし短編の新作を含む形式が確立した。これは当時は春休みの方が児童を多く集客していた実態に拠ったもので、より大きな興行収入を上げうる時期に、制作原価の高い作品を充てた。当時は冷暖房設備が乏しかったこと、夏休みは学童層は旅行や帰省などもあり、また年々、レジャーが多様化し、夏休みの映画館への集客には一定の困難が伴った等の理由で、春興行がメインに置かれた。1960年代は冬休みも二度やったが、この時代はヤクザ映画の全盛期のため、短期間の冬休みはヤクザ映画が優先された。1969年以降はしばらく途絶え、1975年と1976年に再び行うも、一部地域のみの限定公開となり、その後は1984年から1986年まで「全国公開」で行った程度である。
観客動員数は年々、上昇の一途をたどり、『長靴をはいた猫』を中心とした1969年春休み興行は、350万人を突破し、開館以来の新記録を全国91館で記録した。これを受け、"ヤクザの東映"から"まんがの東映"の印象を浸透させ始めたとも評された。他社にも真似られ、1969年夏休み興行は、東宝、ブエナ・ビスタが参入し、三つ巴の争いとなった。ブエナ・ビスタは『白雪姫』と『パブロとチキタ』を東映と同じ封切日にぶつけた。
1980年代初期までは、メインとなる1本から3本程度の劇場版オリジナル作品に、テレビシリーズの放送済みエピソードのブローアップ版を数本加えた編成をとっており、『マグマ大使』『スペクトルマン（宇宙猿人ゴリ）』『キャプテン翼』など東映以外の製作会社の作品を入れることもあった。こうしたテレビ作品の上映は、映像ソフトの存在しなかった1970年代以前には貴重な再視聴の機会となっており、ジャンルを多岐に広げることでより多くの児童層の集客を図っていた。
しかし家庭用ビデオの普及によりテレビ作品の上映は需要が減ったことから、新作率の向上や、話題性のある作品が投入されるようになった。1979年には『宇宙戦艦ヤマト』の劇場版2本（『宇宙戦艦ヤマト（1977年公開版）』、『さらば宇宙戦艦ヤマト 愛の戦士たち』）と1972年に放映された『海のトリトン』を前半の部分を編集した「海のトリトン 劇場版 前編」の計3本を上映したアニメファン向きの「宇宙戦艦ヤマト・フェスティバル」を開催している。1980年と1981年の夏休みには初めてディズニー作品を公開した（『白雪姫』）。1982年と1983年は夏休みには単体のアニメ映画を公開したため、夏興行が休止、続く1984年には春興行も休止され、1年以上も「まんがまつり」が公開されないことがあった。

### 東映アニメフェア・東映スーパーヒーローフェア
1990年（平成2年）に興行名を「東映アニメまつり」に改め、実写作品を外し東映動画制作によるテレビアニメの劇場新作のみの興行形態へ移行した。さらに1991年（平成3年）7月からは「東映アニメフェア」となり、2002年（平成14年）まで継続した。実写特撮作品は、「東映スーパーヒーローフェア」として1993年（平成5年） - 1995年（平成7年）に劇場公開された。

### とびだす!東映アニメまつり（2009年）
2009年（平成21年）10月3日には、新作1本＋旧作3本の3Dアニメ映画を集めた「とびだす!3D東映アニメまつり」が公開。この際は1回のみの復活に終わった。
参考・春の東映特撮映画興行（2008年以降）
2008年（平成20年）に公開された『劇場版 仮面ライダー電王&キバ クライマックス刑事』以降、東映特撮映画は概ね毎年春（1月下旬の早春から4月下旬）に1作、複数のヒーローが集結するクロスオーバータイプの作品を公開している。興行名はスーパー戦隊がメインの作品には付いているが、仮面ライダーがメインのほうには特に冠しない。

### 東映まんがまつり（2019年 - 2021年）
2019年（平成31年）4月26日、10年ぶりに興行が復活。この際より29年ぶりに「まんがまつり」の名称を冠することになった。この年はアニメのみ4作品（『おしりたんてい』『爆釣バーハンター』『うちの3姉妹』『りさいくるずー』）を公開。2020年（令和2年）4月24日にも公開が予定されていたが、新型コロナウイルス感染拡大および、4月7日に政府から緊急事態宣言が発令された影響で、翌日の4月8日に公開延期が発表され、その後新たな公開日が8月14日と発表された。2020年の公開作品はアニメ3作品（『おしりたんてい』『ふしぎ駄菓子屋 銭天堂』『りさいくるずー』）に加え、実写特撮作品（『仮面ライダー電王』）が再度加わっている。
2021年（令和3年）版は8月に公開された。なお2022年については、復活以降メイン作品であった「おしりたんてい」の劇場版4作目が単独上映に切り替わっており、少なくともこの時点で東映まんがまつりとしての上映予定はない。

### 関連イベント
とーあに!これくしょん
これまで4Kデジタルリマスター修復してきた東映動画初期長編アニメ作品である『白蛇伝』から『グリム童話 金の鳥』までの作品を東映ヴィンテージ・アニメと題し特別上映している。新型コロナウィルス緊急事態宣言発令の影響で2020年4月10日より上映予定だった渋谷TOEIは延期（2020年6月5日より公開）、長野千石劇場や松本シネマライツは2020年5月より上映。
一部復刻!東映まんがまつり1973年夏
2023年7月16日に東京・T・ジョイSEIBU大泉で開催の上映イベント。『マジンガーZ対デビルマン』『仮面ライダーV3対デストロン怪人』を4Kリマスター版、疑似5.1ch仕様で上映。
マジンガーZ50周年記念『一部復刻!東映まんがまつり1974年夏』
2024年7月21日に東京・新文芸坐で開催の上映イベント。『フィンガー5の大冒険』『マジンガーZ対暗黒大将軍』『五人ライダー対キングダーク』を上映。

## 公開日・上映作品
量が多いため、伸縮型のメニューとして掲載する。右にある[表示]をクリックすると一覧表示される。
1990年から2002年まで
1990年（平成2年）以降については「東映アニメフェア」および「東映スーパーヒーローフェア」の項を参照。

## シンボルマーク
1970年代に入ってからは、「東映まんがまつり」でもシンボルマークを採用したが、そのマークは「東宝チャンピオンまつり」のように一定しておらず、主にメイン作品をイメージしたマークが多かったが、時によっては興行季節をイメージした物もあった。そのいくつかを紹介する。
- 1972年夏：『仮面ライダー対じごく大使』にちなみ、「仮面ライダー変身ベルトの風車」
- 1974年夏：『フィンガー5の大冒険』のフィンガー5にちなみ「手の平」。
- 1975年春：『アンデルセン童話 にんぎょ姫』にちなみ「城」。
- 1976年春：『長靴をはいた猫 80日間世界一周』にちなみ「気球」
- 1976年夏：「トンボ」
- 1977年春：『世界名作童話 白鳥の王子』にちなみ「冠」
- 1977年夏：『世界名作童話 せむしの仔馬』の舞台・ ロシアに因み、「 ロシアの城」
- 1978年春：『世界名作童話 おやゆび姫』にちなみ「チューリップ」
- 1978年夏：『長靴をはいた猫』（再映）にちなみ、主人公「ペロ」が着用した「帽子とサーベル」
- 1979年春：「サクラの花」
- 1980年春：「小鳥」
- 1980年夏：『白雪姫』（ディズニーアニメ版。再映）にちなみ「白雪姫の城」
- 1981年春：『世界名作童話 白鳥の湖』にちなみ「ハクチョウ」
- 1982年春：『世界名作童話 アラジンと魔法のランプ』にちなみ「アラビアの城」
- 1984年冬：「鏡餅」
- 1985年春：「若葉」
- 1985年夏：「雲」
- 1985年冬：「羽子板」
- 1986年春：「花」
- 1986年夏：「船」
- 1986年冬：「獅子舞」
- 1987年春：「鳥とサクラの花」
- 1987年夏：「カブトムシ」
- 1988年春：「チューリップ」
- 1988年夏：「ひまわり」
- 1989年春：「ツクシ」
- 1989年夏：「カニ」

## 放送・映像ソフト

### 放送
東映チャンネルでは、1970年（昭和45年）夏の公開枠と1974年（昭和49年）春の公開枠と1975年（昭和50年）春の公開枠が、「完全復刻!東映まんがまつり」のタイトルで公開当時と同じ内容で放送された。「スーパーヒーローMAX」では、ファミリー劇場やテレ朝チャンネルと共に、編成・放送されている。
また2013年（平成25年）8月11日にはWOWOWプライムで、「東映まんがまつり! 8時間スペシャル」と題し、「東映まんがパレード」時代の1968年（昭和43年）夏の公開枠や、1970年（昭和45年）夏の公開枠と1985年（昭和60年）春の公開枠が放送された。
この後2014年（平成26年）から再び東映チャンネルで、毎年11月に「復活! 東映まんがまつり」を放送。2014年は「1973年夏」、2015年（平成27年）は「1975年春」を、2016年（平成28年）には「1974年春」を放送、また2017年（平成29年）には特別に1月にも放送、「1976年春」を放送している。これらは前回が一貫して上映作品をまとめて放送したのに対し、今回はまとめ放送は月1回のみとし、あとは構成作品をバラバラに放送している。
2018年12月と2019年1月には日本映画専門チャンネルで「東映まんがまつりセレクション」を放送。前者は「1984年夏」、後者は「1985年正月」を放送した。
2022年（令和4年）12月から同年6月まで東映チャンネルで「東映まんがまつりセレクション」を放送。今回は年代別に4〜5本まとめて放送されている（▲は4Kリマスター版）。
60's Vol.1（2022年12月放送）
全て興行名が「東映まんがまつり」で無い時期の作品。
- アラビアンナイト・シンドバッドの冒険（1962年）▲
- 忍者部隊月光（1964年夏）
- ガリバーの宇宙旅行（1965年春）
- 大忍術映画 ワタリ（1966年）▲
- ガンマー第3号 宇宙大作戦（1968年冬）

60's Vol.2（2023年1月放送）
『鬼太郎』と『サリー』は興行名が「東映まんがパレード」時の作品。
- ゲゲゲの鬼太郎（第1作）（1968年夏）
- 魔法使いサリー（第1作）小さな魔法使い（1968年夏）
- 空飛ぶゆうれい船（1969年夏）▲
- 飛び出す冒険映画 赤影（1969年夏）

70's Vol.1（2023年2月放送）
- タイガーマスク ふく面リーグ戦（1970年夏）
- 柔道一直線（1970年夏）
- ひみつのアッコちゃん（第1作）涙の回転レシーブ（1970年夏）
- ゴーゴー仮面ライダー（1971年夏）▲
- 魔犬ライナー0011変身せよ（1972年夏）▲

70's Vol.2（2023年3月放送）
- 仮面ライダー対ショッカー（1972年春）▲
- 仮面ライダー対じごく大使（1972年夏）▲
- 仮面ライダーV3（1973年春）▲
- マジンガーZ対デビルマン（1973年夏）
- キューティーハニー（1974年春）

70's Vol.3（2023年4月放送）
- 仮面ライダーV3対デストロン怪人（1973年夏）▲
- 仮面ライダーX（1974年春）▲
- 五人ライダー対キングダーク（1974年夏）▲
- マジンガーZ対暗黒大将軍（1974年夏）
- フィンガー5の大冒険（1974年夏）

70's Vol.4（2023年5月放送）
- 仮面ライダーアマゾン（1975年春）▲
- グレートマジンガー対ゲッターロボ（1975年春）
- グレートマジンガー対ゲッターロボG 空中大激突（1975年夏）
- 宇宙円盤大戦争（1975年夏）
- ジャイアンツのこども野球教室（1977年春）

70's Vol.5（2023年6月放送）
- 仮面ライダーストロンガー（1975年夏）▲
- UFOロボ グレンダイザー対グレートマジンガー（1976年春）
- グレンダイザー ゲッターロボG グレートマジンガー 決戦! 大海獣（1976年夏）

### 映像ソフト
全ての興行ソフト化は権利関係の調整などクリアしなければいけない諸問題が多く、今のところ実現していない。一部の個別作品（主に名作系コンテンツ）はDVD化されている。

#### 復刻! 東映まんがまつり
2011年（平成23年）、東映創立60周年を記念し、初めて興行をまとめた形式のDVD『復刻! 東映まんがまつり』の第1期分が発売され、2019年には東映まんがまつり復活記念として、第1期分が廉価版で再発売された。
- 1973年夏公開分 - 2011年（平成23年。以下同様）10月21日発売
- 1974年夏公開分 - 2011年 10月21日発売
- 1975年春公開分 - 2011年 11月21日発売
- 1976年春公開分 - 2011年 11月21日発売
- 上記4作品廉価版 - 2019年 3月6日発売

このうち、『フィンガー5の大冒険』と『アンデルセン童話 にんぎょ姫』は初DVD化である。
2012年には『復刻! 東映まんがまつり』第2期が下記の通り順次発売されている。
- 1968年夏公開分 - 2012年（平成24年。以下同様）7月21日発売
  - 本来は「東映まんがパレード」名称での興行だが注釈を付け「復刻！東映まんがまつり」のラインナップとしてリリース。
  - 収録作品のうち『ゲゲゲの鬼太郎』は、テレビアニメ第1期の第5・6話をブローアップしたものだったが、公開当時のフイルムが紛失していたため、テレビ版マスターを流用して収録した。
- 1969年春公開分 - 2012年 8月10日発売
- 1970年夏公開分 - 2012年 9月21日発売
- 1984年夏公開分 - 2012年 11月21日発売
- 1985年春公開分 - 2012年 12月7日発売

初DVD化は『ひとりぼっち』と『THE かぼちゃワイン 二夕の愛情物語』、劇場アニメ版『Gu-Guガンモ』（ほか、ブローアップ版としては初DVD化される作品が数点あり）。
東映まんがまつり(2019年以降)
2019年公開分 - 2019年9月11日発売
2020年公開分 - 2021年1月13日発売
関連イベント
2011年9月2日に「復刻! 東映まんがまつり」DVD発売を記念し、一ツ橋ホールで「復刻! 東映まんがまつりDVD発売記念スペシャルナイト」を開催。イベントには水木一郎・ももいろクローバーZや、仮面ライダーX・イナズマン（「F」時）・ロボコン・ペロが出演、そして1974年夏興行を全作上映し、観客には特典として、同興行キャラを掲載した特製サンバイザーがプレゼントされた。
2012年9月に開催される第5回したまちコメディ映画祭in台東の前夜祭オールナイト・イベントとして、東映まんがまつりと東宝チャンピオンまつりの1970年夏公開分の対決が行われた。

#### MAZINGER THE MOVIE Blu-ray 1973-1976
『マジンガーZ』生誕40周年記念として、同シリーズ関連の劇場用作品がまとめてBlu-ray化された（2012年10月21日発売）。
収録作品
- マジンガーZ対デビルマン
- マジンガーZ対暗黒大将軍
- グレートマジンガー対ゲッターロボ
- グレートマジンガー対ゲッターロボG 空中大激突
- 宇宙円盤大戦争
- UFOロボ グレンダイザー対グレートマジンガー
- グレンダイザー ゲッターロボG グレートマジンガー 決戦! 大海獣

その他、『マジンガーZ』『ゲッターロボ』『UFOロボ グレンダイザー』のブローアップ版（合計5作品）と『これがUFOだ!空飛ぶ円盤』がボーナスとして収録されている。

#### MAZINGER THE MOVIE Blu-ray 1973-1976 4Kリマスター版
2023年には、『マジンガーZ』生誕50周年として、東映ビデオよりUHDが発売。5Kスキャンと4K HDリマスター版として、2012年発売のBlu-rayよりも高品質な画質となった。発売日は当初2023年7月12日と告知されていたが、「諸般の事情」により8月9日に改められた。なお、ボーナスディスクは2012年版のBlu-ray BOXの物をそのまま流用している。東映直営のオンラインショップ「東映円盤堂」では、越智一裕描き下ろし収納BOXに『マジンガーZ対デビルマン』『マジンガーZ対暗黒大将軍』の復刻資料を同梱した「豪華版」が予約限定で販売された。